# Kerstin Kåll
Kerstin Elisabet Kåll, född 7 september 1938 i Jakobstad, död 6 juli 2022, var en sverigefinlandssvensk journalist och författare. 
Kåll, som är dotter till försäljare Osvald Kåll och Anna Dahlberg, blev politices magister i Åbo 1963, medarbetare i Jakobstads tidning 1956–1962, pressombudsman i Åbo Akademis Studentkår 1962, medarbetare i Nya Pressen i Helsingfors 1963–1964 och i Dagens Nyheter i Stockholm från 1965.
Kåll skrev bland annat Kåll på stan (1992) och När fan tog bofinken: den illegala pressen i Finland 1900–1905 (samma år).